# Deserto Black Rock

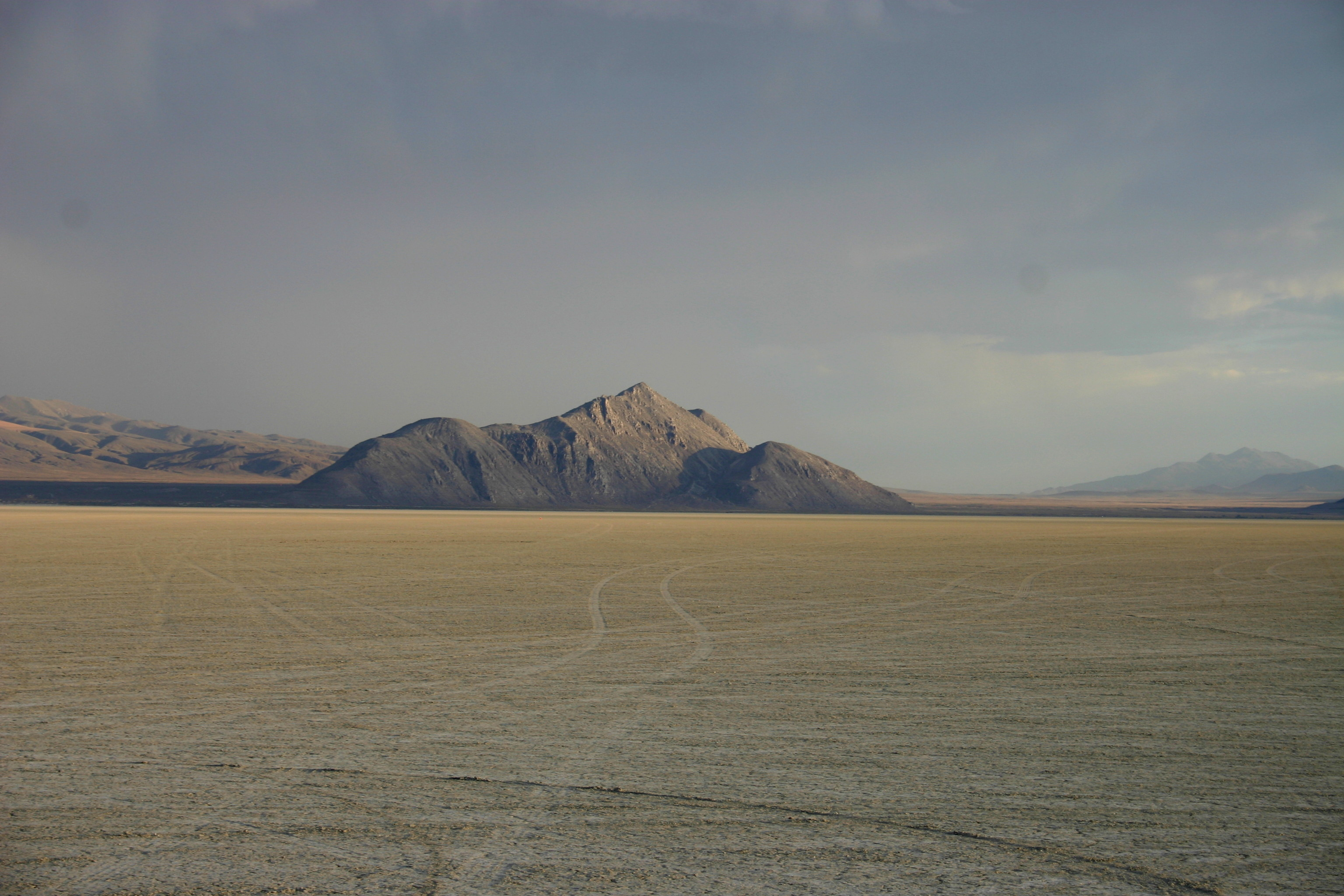
Il Deserto Black Rock e la sua unica montagna
Old Razorback.

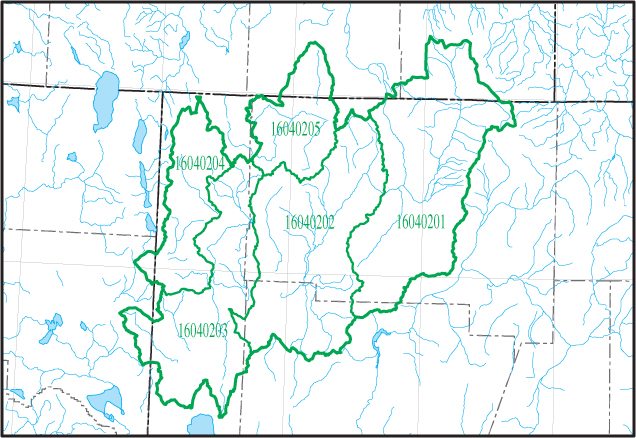
Paludi nella zona
del deserto di Black Rock.

Il deserto Black Rock è il letto di un grande lago prosciugatosi migliaia di anni fa insieme al suo circostante bacino endoreico dalla lunghezza di circa 130 km e situato nel nord-ovest del Nevada, negli Stati Uniti.
La grande distesa piana, o playa, è un rimanente del Lago Lahontan esistito nella preistoria circa tra il 18.000 a.C. ed il 7.000 a.C. durante l'ultima era glaciale. Nel 12.700 a.C. il lago aveva una profondità di circa 150 metri.
La zona era attraversata, nella metà del XVIII secolo dai coloni, che dalla costa Atlantica, si spostavono verso la costa Pacifica. Fin da allora la zona ha ospitato una miriade di attività minerarie. Il deserto del 
Black Rock ospita anche varie attività ricreative, scientifiche, commerciali e di record di 
velocità su ruota, visto la sua vasta distesa di landa completamente piatta.
La maggior parte della regione e amministrata dalla Bureau of Land Management (BLM), incluso il 
Black Rock Desert-High Rock Canyon Emigrant Trails National Conservation Area e altri 10 
parchi naturali delineati dalle autorità federali i quali proteggono le strade che, nel XVIII secolo, percorrevono gli 
emigranti per andare dalla costa atlantica alla costa pacifica. La (BLM) amministra anche
le attività ricreative che si svolgono nel deserto.

## Record di velocità

### I record di velocità su ruota
La superficie piatta del letto del lago nel deserto di Black Rock è stata teatro di due record mondiali del Record di velocità terrestre.
- Nel 1983, Richard Noble guidò la macchina-jet Thrust 2 la quale raggiunse la velocità di 1 019 km orari. Noble fu anche a capo del gruppo di lavoro che superò il record del Thrust 2[5]
- Nel 1997, l'"automobile"-jet ThrustSSC, diventò la prima e unica macchina supersonica al mondo raggiungendo i 1 233 km orari di velocità.[6][7]

### I record di altezza con il lancio di razzi
Per la sua superficie piatta e la grande distanza dai centri abitati e il suo spazio aereo non controllato il sito è anche stato usato per il lancio di razzi amatoriali. Ecco alcuni dei record:
- Nel 23 novembre del 1996 la Reaction Research Society lanciò un razzo che raggiunse gli 80 km di altezza.[8][9]
- Nel 17 maggio del 2004 la Civilian Space eXploration Team (CSXT), lanciò un razzo che raggiunse i 116 km di altezza, il primo razzo amatoriale che riuscì a superare il limite dei 100 km di altezza (la Karman Line) per il quale si possa dire che uno abbia effettuato un volo spaziale.[10][11]

Ci sono stati altri tentativi di lancio di razzi amatoriali verso lo spazio. Nel maggio 1999 la JP Aerospace
usò un rockoon (un razzo lanciato da un pallone aerostatico) che però raggiunse solo i 23 km di altezza e 
il tutto fu ripreso dal canale televisivo della CNN. La CSXT fece degli altri tentativi di lancio di razzi nello spazio nel 2000 e nel 2002 senza però avere successo.

### I Geyser

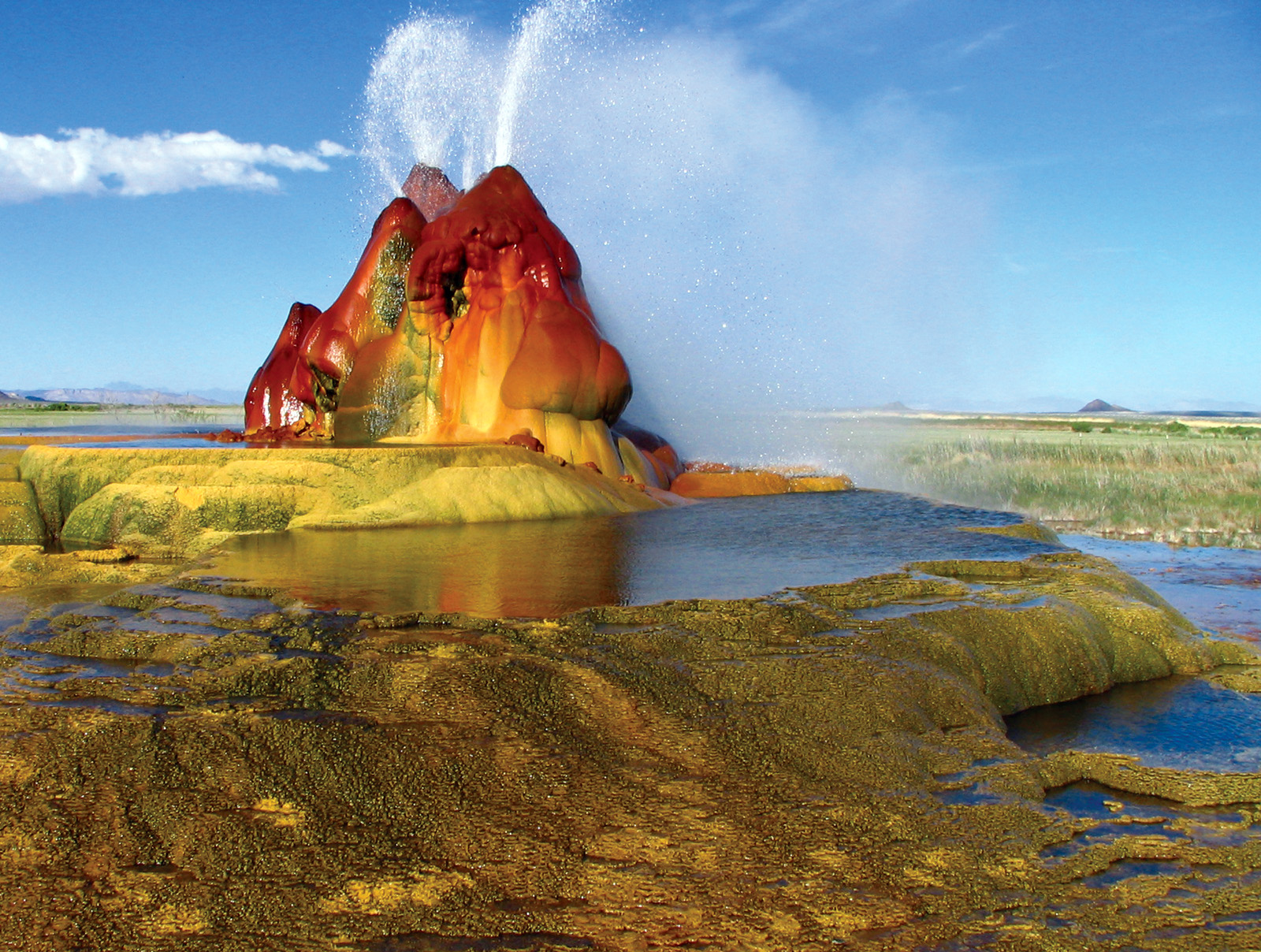
Il Fly Geyser